# Яків (син Ісаака)

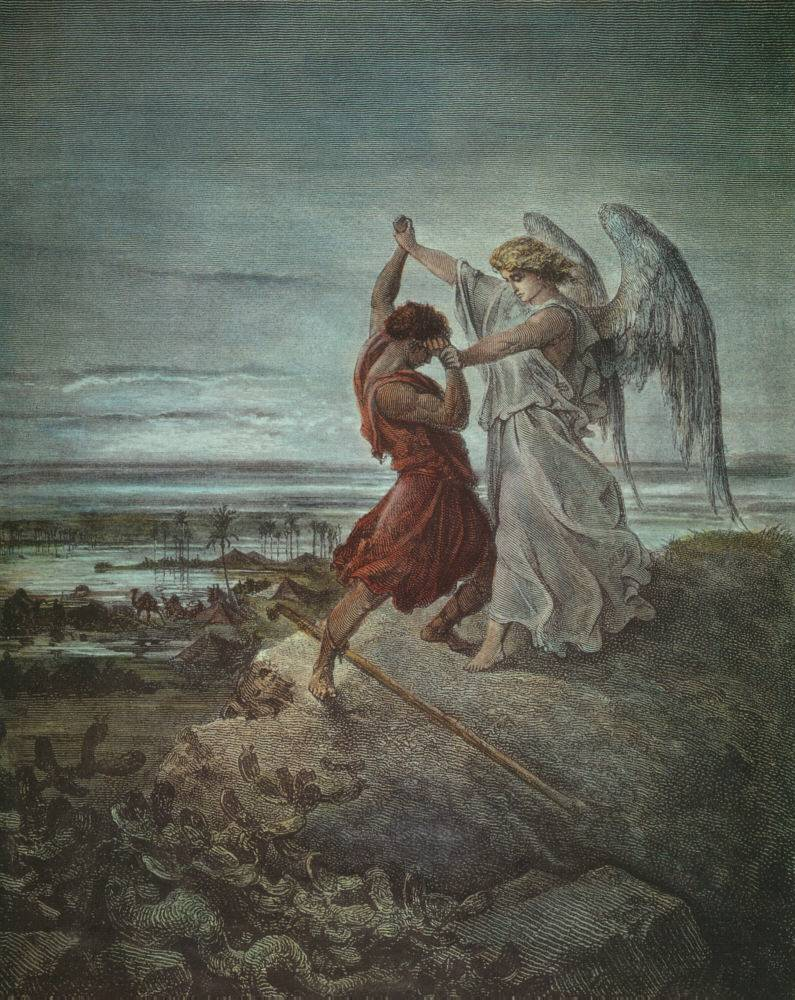
Яків бореться з ангелом — Гюстав Доре, 1855

Я́ків (євр. יַעֲקֹב — Яако́в), також відомий як Ізра́їль (дав-євр. יִשְׂרָאֵל, Їсрае́ль) — один з трьох біблійних праотців-патріархів епохи укладення заповіту між Богом і Його Народом. Його батько — Ісаак, а його дід — Авраам. Усі потомки Якова — євреї або ізраїльтяни. Яків є другорядним персонажем у деяких подіях другої половини Книги Буття.

## Яків у Старому Заповіті
Яків, разом з Ісавом, був народжений Ісааком та Ревекою після 20 років шлюбу, коли його батьку було 60 років (Бут. 25:26), і Аврааму — 160. Він і його брат-двійник Ісав помітно різнились за виглядом і поведінкою. Ісав був червоношкірим та вправним мисливцем, тоді як Яків був добрим чоловіком, який «жив в наметах», інтерпретованих багатьма біблейськими коментаторами як мітка його схильності до науки та замкнутості.
Протягом вагітності Ревеки, діти билися між собою у її лоні (Бут. 25:22). Відповідно до Раші, щоразу, коли Ревека проходила повз дім, у якому проходили заняття, Яків намагався вийти, а щоразу, коли вона проходила повз язичницький храм, намагався вийти Ісав. Боячись, що вона носить одну дитину з шизофренією, Ребека запитала Бога про свої сумніви, і дізналася, що вона повинна породити двох дітей, які стануть засновниками двох зовсім різних народів, які будуть завжди змагатися, і врешті старший буде служити молодшому. Вона не розповіла своєму чоловікові Ісаакові про це пророцтво, але пам'ятала про нього (подивіться батьківське благословення нижче).
Ісав був первістком. Його брат Яків народився відразу після цього, тримаючи Ісава за п'яту. Його ім'я, Яаков (יעקב), походить від єврейського кореня «עקב» — «п'ята». Коментатори пояснюють, що Яків намагався забрати собі первородство Ісава, претендуючи на отримання спадку Авраама.
Згідно з текстом, Яків був улюбленим сином своєї матері, тоді як Ісав був улюбленцем батька.

## Купівляпервородства
Протягом їх юності, двійнята були виховані у однаковому середовищі і вчились однаковим речам від свого батька Ісаака та діда Авраама. Проте, у Старому Заповіті записаний випадок, який демонструє відмінності, що виникли між братами. Одного дня Ісав, повернувшись з поля, був дуже голодний. Побачивши свій шанс, хитрий Яків запропонував Ісаву продати йому сочевичний суп, який він варив, за право первородства, яке належало Ісаву як старшому брату. Ісав, погоджуючись, сказав: «я помираю з голоду — що є це право первородства для мене?» Факт, що Ісав продав його первородне право за суп, вказує на презирство, з яким він відносився до традицій своїх батьків. У словах Біблії, «Ісав знехтував правом первородства». (Бут. 25:29—34).
Текст (Бут. 25:30) пояснює, що з тих пір, як він, кажучи про суп, просив нагодувати його «отим червоним, червоним отим», він одержав ім'я «Едом» (євр.: אדום, червоний). Вважається, що ім'я «Едом» дало і назву Едумлянам.

### У єврейській традиції
Право первородства патріархів включало у себе не тільки традиційне Біблейське право первородства, яке надавало першість у сім'ї (Бут. 49:3), подвійну частину батьківського спадку (Повторення закону 21:17), і священницьку службу в сімействі (Чис. 8:17—19), але також Авраамове благословення, яке обіцяє, що у його нащадках благословляться всі народи землі (Бут. 12:3). Проте Ісав, знаючи, що Бог сказав, що нащадки Авраама перед поверненням до їх власної землі перебуватимуть у неволі протягом 400 років (маючи на увазі поневолення євреїв у Єгипті) (Бут. 15:13—14), хотів виключити себе з вибраного народу Бога.

## Благословління первородства батьком Авраамом

Доменіко Фетті, «Сон Якова», бл. 1619. Музей історії мистецтв, Відень

Яків був улюбленцем матері Ревеки, та за допомогою неї хитрістю добився від сліпого батька Ісаака благословення на первородство і став родоначальником обраного народу Ізраїльського.

Ісав дізнався про благословення Якова і дуже розсердився. Яків утікає за порадою матері у Гарран, до її брата Лавана. По дорозі у Бет-Елі йому сниться сон у якому з'являється драбина до неба, по якій ангели сходять до неба і Бог, що став на ній і промовив обіцянку свою. 
 Яків найнявся служити до Лавана і за 14 років служіння взяв собі за дружин двох його дочок — Лію і Рахиль. Від них та їх служанок Зілпи та Білги народжується у Якова 12 синів: Рувим, Симеон, Левій, Юда, Завулон, Іссахар, Дан, Гад, Ашер, Нафталі, Йосиф, Веніямин та одна дочка Діна.

## Повернення на землю батька
Після вислуги років у Лавана, Яків повертається на землю батька. По дорозі, біля ріки Яббок, коли він залишився на самоті почалася боротьба з Мужем, що тривала цілу ніч і в результаті якої Яків вивихнув суглоб стегна, однак він не відступив і випросив чи виборов благословення Господнє:  
 Після цього Ісав, що переслідував Якова з наміром поквитатися, примирився з ним. Яків зі своїми синами перебуває у Ханаані, аж до переселення у Єгипет в провінцію Гасем. Там, у Єгипті вийшло від його синів 12 колін (племен) народу ізраїльського.

## Смерть
Яків помер у віці 147 років, тіло його, за його заповітом, перевезено Йосипом було в Землю Обітовану. Похований у священній Печері Махпела в Хевроні де також похована його перша дружина Лія, і патріархи з дружинами: Авраам, Ісаак, Сара, Ревека. Друга дружина Рахіль похована у Вифлеємі.

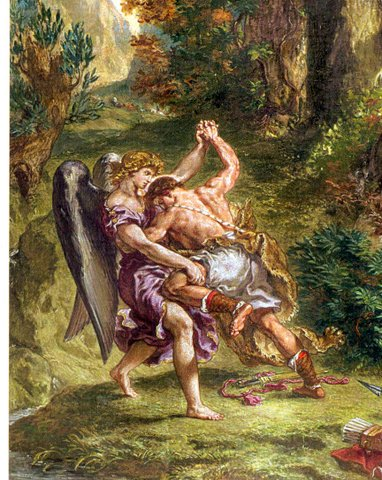
Яків бореться з Анголом (~1849, фрагмент) Ежен Делакруа

## Генеалогічне дерево
|      |      |      |      |        |        | Сара   | Сара   | Сара   | Сара   | Сара | Сара |       |       |       |       |        |        | Авраам | Авраам | Авраам | Авраам | Авраам | Авраам |  |  |
|      |      |      |      |        |        | Сара   | Сара   | Сара   | Сара   | Сара | Сара |       |       |       |       |        |        | Авраам | Авраам | Авраам | Авраам | Авраам | Авраам |  |  |
|      |      |      |      |        |        |        |        |        |        |      |      |       |       |       |       |        |        |        |        |        |        |        |        |  |  |
|      |      |      |      | Ревека | Ревека | Ревека | Ревека | Ревека | Ревека |      |      | Ісаак | Ісаак | Ісаак | Ісаак | Ісаак  | Ісаак  |        |        |        |        |        |        |  |  |
|      |      |      |      | Ревека | Ревека | Ревека | Ревека | Ревека | Ревека |      |      | Ісаак | Ісаак | Ісаак | Ісаак | Ісаак  | Ісаак  |        |        |        |        |        |        |  |  |
|      |      |      |      |        |        |        |        |        |        |      |      |       |       |       |       |        |        |        |        |        |        |        |        |  |  |
|      |      |      |      |        |        |        |        |        |        |      |      |       |       |       |       |        |        |        |        |        |        |        |        |  |  |
| Ісав | Ісав | Ісав | Ісав | Ісав   | Ісав   |        |        | Яків   | Яків   | Яків | Яків | Яків  | Яків  |       |       | Рахиль | Рахиль | Рахиль | Рахиль | Рахиль | Рахиль |        |        |  |  |
| Ісав | Ісав | Ісав | Ісав | Ісав   | Ісав   |        |        | Яків   | Яків   | Яків | Яків | Яків  | Яків  |       |       | Рахиль | Рахиль | Рахиль | Рахиль | Рахиль | Рахиль |        |        |  |  |